# 멋진 녀석들
《멋진 녀석들》(영어: Stand Up Guys)은 2012년 공개된 미국의 블랙 코미디 범죄 영화이다.

## 줄거리
악명 높은 범죄 조직의 보스 클랩핸즈의 아들을 살해한 혐의로 교도소에서 23년 형을 살았던 밸런타인(알 파치노 분)이 마침내 출소하자, 클랩핸즈는 밸런타인과 오랜 친구인 독(크리스토퍼 워컨 분)에게 그를 살해할 것을 지시한다. 제한 시간은 단 하루!
23년 만의 어색한 재회를 한 두 사람. 독은 오랜만의 바깥 세상에 들뜬 밸런타인을 보면서 그에게 하루의 자유 시간을 주기로 마음 먹는다. 마치 세상 두려울 것이 없던 젊은 시절로 돌아간 듯 일탈을 즐기는 밸런타인의 모습에 옛 추억의 향수를 느낀 독은 살해 계획도 잠시 잊은 채 그의 일탈에 동참하고, 낡은 요양원에서 여생을 보내고 있는 옛 친구 허시(앨런 아킨 분)를 데리고 나와 셋이서 자유로운 광란의 밤을 보내기로 하는데…

## 출연
- 알 파치노 - 밸런타인 역
- 크리스토퍼 워컨 - "독" 역
- 앨런 아킨 - 리처드 허시 역
- 줄리애나 마귤리스 - 니나 허시 역
- 마크 마골리스 - "클랩핸즈" 역
- 루시 펀치 - 웬디 역
- 애디슨 팀린 - 앨릭스 역
- 버네사 펄리토 - 실비아 역
- 캐서린 위닉 - 옥사나 역
- 빌 버 - 래리 역